# Іст-Фейрв'ю (Північна Дакота)
Іст-Фейрв'ю (англ. East Fairview) — переписна місцевість (CDP) в США, в окрузі Маккензі штату Північна Дакота. Населення — 73 особи (2020).

## Географія
Іст-Фейрв'ю розташований за координатами 47°51′12″ пн. ш. 104°2′9″ зх. д. / 47.85333° пн. ш. 104.03583° зх. д. (47.853419, -104.035893).  За даними Бюро перепису населення США в 2010 році переписна місцевість мала площу 0,99 км², з яких 0,99 км² — суходіл та 0,00 км² — водойми.

## Демографія
Згідно з переписом 2010 року, у переписній місцевості мешкало 76 осіб у 34 домогосподарствах у складі 24 родин. Густота населення становила 77 осіб/км².  Було 48 помешкань (48/км²).
Расовий склад населення:
| - 94,7 % — білих - 2,6 % — корінних американців |

До двох чи більше рас належало 2,6 %. Частка іспаномовних становила 0,0 % від усіх жителів.
За віковим діапазоном населення розподілялося таким чином: 18,4 % — особи молодші 18 років, 57,9 % — особи у віці 18—64 років, 23,7 % — особи у віці 65 років та старші. Медіана віку мешканця становила 48,0 року. На 100 осіб жіночої статі у переписній місцевості припадало 94,9 чоловіків;  на 100 жінок у віці від 18 років та старших — 93,8 чоловіків також старших 18 років.
Середній дохід на одне домашнє господарство  становив 75 889 доларів США (медіана — 77 813), а середній дохід на одну сім'ю — 75 889 доларів (медіана — 77 813). За межею бідності перебувало 12,5 % осіб, у тому числі 0,0 % дітей у віці до 18 років та 0,0 % осіб у віці 65 років та старших.
Цивільне працевлаштоване населення становило 27 осіб. Основні галузі зайнятості: освіта, охорона здоров'я та соціальна допомога — 29,6 %, оптова торгівля — 25,9 %, сільське господарство, лісництво, риболовля — 18,5 %, будівництво — 14,8 %.